# Ніжинський полк
Ні́жинський полк — адміністративно-територіальна і військова одиниця України. Полковий центр — місто Ніжин (тепер Чернігівської області).

## Сотні
За час існування до Ніжинського полку входило 55 сотень. А саме:
- Батуринська (1654—1782),
- Бахмацька (1654—1782),
- Березанківська (1648—1654),
- Березнянська (1654—1672),
- Бобівська (1654—1663),
- Борзнянські дві (1654—1782),
- Веркіївська (1654—1782),
- Волинська (1654—1663),
- Воронізька (1654—1663; 1665—1668; 1669—1782),
- Глухівська (1654—1663; 1665—1782),
- Дівицька-Володькова (1654—1658),
- Дівицька-Салтикова (1654—1782),
- Дроківська (1654—1663),
- Заньківська (1758—1782),
- Івангородська (1654—1782),
- Киселівська (1654—1663),
- Кобижчанська (1654—1663),
- Конотопська (1654—1782),
- Коропська (1654—1663; 1665—1668; 1669—1782),
- Кролевецька (1654—1663; 1665—1668; 1669—1782),
- Кустівська (1654),
- Мглинська (1654—1663),
- Менська (1654—1663),
- Мринська (1654—1744),
- Ніжинська перша (полкова) (1648—1672),
- Ніжинська друга (1648—1654; 1716—1782),
- Ніжинська третя (1649—1654; 1672—1687; 1736—1782),
- Ніжинська четверта (1649—1654; 1764—1782),
- Ніжинська п'ята (1649—1654; 1764—1782),
- Ніжинська шоста (1649—1651),
- Ніжинська сьома (1649—1651),
- Новгородські дві (1654—1663),
- Новоміська (1654),
- Новомлинська (1654—1663; 1665—1668; 1669—1782),
- Носівська (1654—1663),
- Оленівська (1654—1663),
- Олишівська (1654—1756),
- Підлипненська (1654—1663),
- Погарська (1654—1663),
- Понорницька (1654—1663),
- Попівська (1758—1782),
- Поповогірська (1654—1663),
- Почепська (1654—1663),
- Прохорівська (1672—1782),
- Рождественська (1654—1672),
- Сиволозька (1654—1663),
- Синявська (1654—1663),
- Сосницька (1654—1663),
- Стародубська (1654—1663),
- Стольненська (1651—1655),
- Топальська (1654—1663),
- Хорошеозерська (1663—1672),
- Шаповалівська (1651—1782),
- Шептаківська (1654—1663),
- Ямпільська (1672—1709; 1722—1782).

### Сотенні міста
Батурин (від 1648), Бахмач (від 1654), Березанка (1649), Березна (Березне, Березина, 1654—1672, Бобровиця (Бобів, 1654—1663), Борзна (від 1654, Веркіївка (від 1654, Волинка (Волинь, 1654—1663), Вороніж (від 1654, Глухів (1654—1663, від 1665, Дівиця Володькова (1649—1663), Дівиця Салтикова (від 1654), Дроків (1654—1663), Заньки (від 1758), Івангород (від 1654, Киселівка (Кисилівка, 1654—1663, Кобижча (1649 разом з Носівкою, 1654—1663 окремо), Конотоп (від 1654), Короп (від 1654), Кролевець (від 1650), Мглин (1654—1663), Мена (1654—1663), Мрин (1654—1744), Ніжин, Новгородок (Новгородка, Новгород-Сіверський, 1654—1663), Нові Млини (від 1654), Носівка (1649 разом з Кобижчею, 1654—1663 окремо), Оленівка (1654—1663, Олишівка (1654 — не раніше 1756), Підлипне (1654—1663), Погар (Погари, 1654—1663), Понорниця (Понирне, Понурниця, 1654—1663, Попівка (від 1758, Попова Гора (1654—1663), Почеп (1654—1663), Прохори (1672—1782), Рождественське (Рождественне, 1654—1672), Сиволож (1654—1663), Синявка (1654—1663), Сосниця (1654—1663), Стародуб (1654—1663), Топаль (1654—1663), Хороше Озеро (1669 — поч. XVIII ст.), Шаповалівка (від 1653), Шептаки (1654—1663), Ямпіль (від 1670-х до 1709, від 1722). У Борзні та Новгородку бувало по дві сотні, у Ніжині — сім, три, чотири.

## Полкова старшина
| Полкові судді                                           | Полкові обозні                                   | Полкові писарі | Полкові хорунжі |
| ------------------------------------------------------- | ------------------------------------------------ | --- | --- |
| Самійло Сухопаренко (1656—1657)                         | Григорій Кобилецький (1663)                      | Павло Михайленко (1669—1674)                                                                                           | Роман Сергійович (Сергієв) (1669—1670) |
| Макар Сидорович (1663)                                  | Матвій Михайлович Шендюх (1671, 1685, 1694—1695) | Самусь, Іван Дорошевич (1681), Осип Федорович Завадський (1684—1686, 1709), Дмитро Максимович (1682, 1692, 1695, 1706) | Василь Стефанович Ігуменський (1672—1678) |
| Федір Петрович Завадський (1669—1674)                   | Іван Семенович (1681)                            | Іван Васильович Піроцький (1694—1695, 1696—1697)                                                                       | Григорій Назаренко (1674) |
| Іван Стефанович Ігуменський (1682—1683)                 | Ярема Яхневич Непрак (1685)                      | | |
| Марко Іванович Борсук (1688)                            | Федір Андрійович Кандиба (1698—1701)             | Михайло Тарасович Забіла (1708—1710)                                                                                   | Тимофій Іванович Борсук (1674—1685, 1692), Іван Євстахійович Зеленко (1682—1685)                                                                                  |
| Дмитро Максимович (бл. 1690)                            | Леонтій Шрамченко (1709—1730)                    | Леонтій Микитович Грановський (1725—1734)                                                                              | Павло Глуховський (між 1685 і 1692), Гнат Парпура, Григорій Чекановський, Юрій Тарасович Забіла (1692—1701, 1702—1709), Мусій Костянтинович Левицький (1711—1718) |
| Василь Стефанович Ігуменський (1683—1691, 1691—1694)    | Іван Васильович Величковський (1734—1739)        | Іван Ананійович Кужчич (Кужчій) (1714—1718)                                                                            | Іван Васильович Величковський (1718—1734) |
| Мусій Костянтинович Левицький (1720—1734)               | Іван Тимофійович Кужчич (1735—1738)              | | |
| Лук'ян Якович Жураковський (1699—1708)                  | Михайло Михайлович Танський (1739—1746)          | Василь Петрович Кулаковський (1739—1746)                                                                               | Іван Костянтинович Левицький (1729—1736) |
| Роман Лазарович Лазаревич (1710—1715)                   | Леонтій Микитович Грановський (1746—1752)        | Лев Сорока (1746—1754)                                                                                                 | Василь Семенович Уманець (1734—1738) |
| Михайло Тарасович Забіла (1727—1728)                    | Василь Тимофійович Кадигроб (1771—1782)          | Яків Максимович Почека (1754—1767)                                                                                     | Василь Кирилович Грива (1740—1760) |
| Семен Васильович Чуйкевич (1730—1734)                   |                                                  | Петро Васильович (Княжиковський-) Базилевич (1768—1772)                                                                | Павло Зубковський (1743—1751) |
| Леонтій Микитович Грановський (1734—1746)               |                                                  | | Яків Білковський (1742—1752) |
| Іван Васильович Лазаревич (1740—1766)                   |                                                  | | Петро Іванович Клецун (1752—1761) |
|                                                         |                                                  | | Василь Тимофійович Кадигроб (1761—1771) |
| Василь Петрович Кулаковський (1746—1769)                |                                                  | | Іван Павлович Армашевський (1761—1767) |
| Петро Васильович (Княжиковський-) Базилевич (1772—1779) |                                                  | | Федір Каневський-Оболонський (1767) |
|                                                         |                                                  | | Прокіп Іванович Адасовський (1772—1781) |
|                                                         |                                                  | | Кіндрат Болбинський (1773—1780) |

## Історія
1648 року — створення полку. Первісно складався з 10 сотень.
1653 року — на короткий час із цього полку виділився Новгородський полк.
1654 року — до Ніжинського полку додано кілька сотень Чернігівського полку, всі сотні ліквідованого Новгородського полку і колишній Стародубський повіт Смоленського воєводства.
Козаки Ніжинського полку брали участь у повстаннях 1657—1658 років під проводом Мартина Пушкаря, 1658 року — під керівництвом Івана Безпалого.
1663 року — 10 сотень відійшло до складу Стародубського полку.
Полк брав участь у Кримських походах 1687 і 1689 років, Азовських походах 1695—1696 років, Північній війні 1700—1721 років.
За реєстром 1723 року Ніжинський полк складався з 19 сотень, у яких було 6527 кінних і 3379 піших козаків. Більшість населення становили феодально залежні посполиті селяни та підпомічники.
1752 року — Олишівська сотня і Мринська сотня перейшла до складу Київського полку.
1782 року — полк ліквідовано. Територія увійшла до складу Чернігівського та Новгород-Сіверського намісництв. 

На цей час Ніжинський полк складався з 22 сотень. У полку було 1 місто, 3 містечка і 866 сіл.
Під час всього свого історичного існування на території полку розташовувалися дві гетьманські столиці України: Батурин і Глухів.

### Ніжинський полк періоду гетьманування Б. Хмельницького

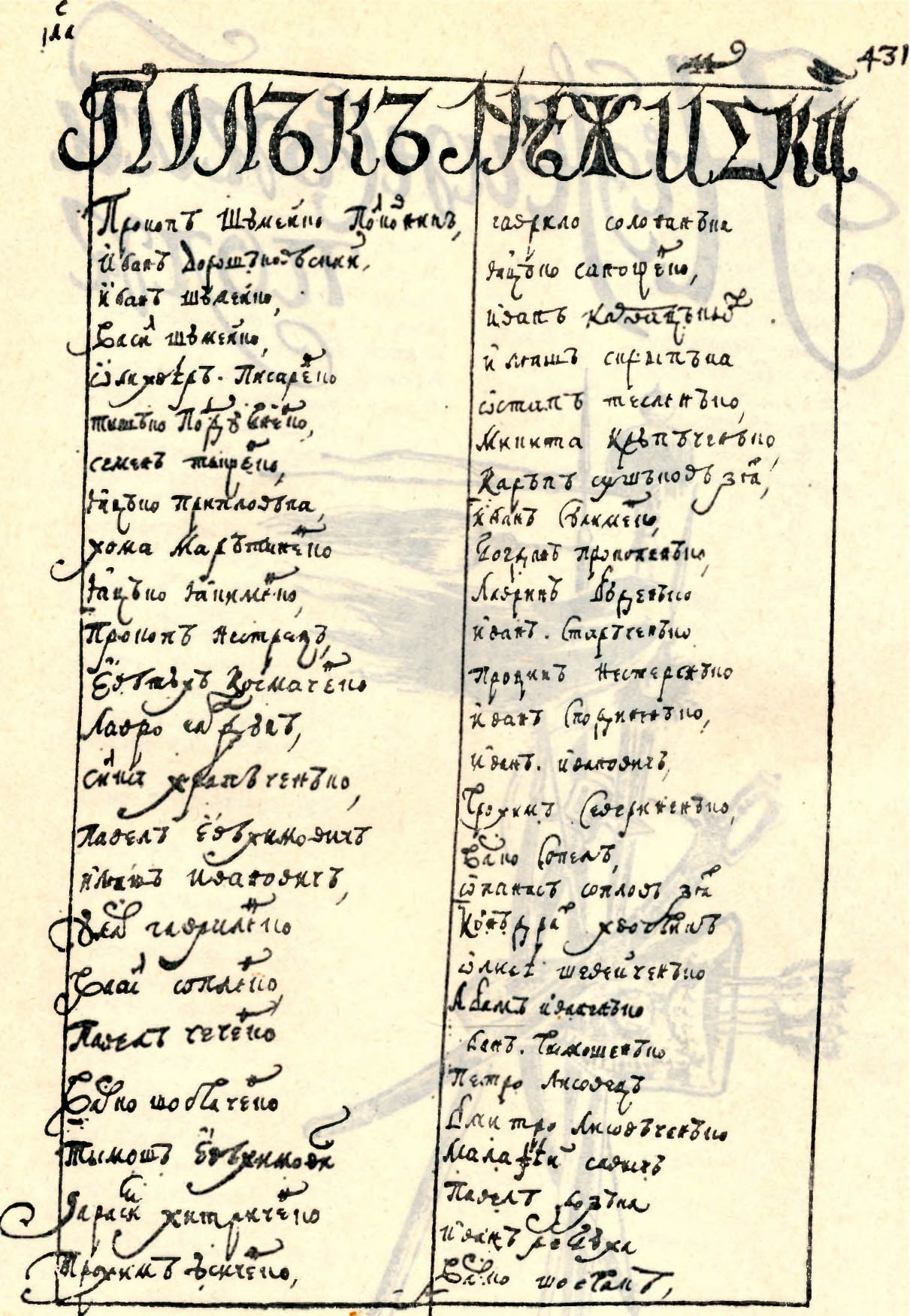
Реєстровий список Ніжинського полку. 1649 рік.

Влітку 1648 року у звільненому Ніжині було створено Ніжинський козацький полк, що на осінь того ж року нараховував вже близько 10 тис. козаків. Новостворений полк межував з Чернігівським, Переяславським та Прилуцьким полками. Територія Ніжинського полку займала лівий берег річки Десни, починаючи від містечка Дівиця і кінчаючи дельтою річки Ізота. Його землі також простягалися по обох берегах річки Сейм, від дельти до впадіння річки Клевені, та однієї з приток Десни — річки Остер, починаючи від містечка Мрин і до витоків цієї річки.
Першим відомим нам полковником Ніжинського полку часів Хмельниччини був Прокопій Шумейко. Влітку 1648 року під його керівництвом ніжинські козаки здійснили похід на польську фортецю Кодак.
Підійшовши до Кодака, козаки взяли його в облогу. Захопити фортецю з її міцними оборонними лініями та наявністю в ній польського гарнізону під командуванням іноземних офіцерів, козакам було не під силу. Лише в кінці вересня 1648 року, зважаючи на нестачу харчів та хвороби, що нещадно косили обложених, поляки пішли на переговори та капітулювали.
Наступного 1649 року частина козаків Ніжинського полку протистояла литовській армії Януша Радзивілла на північному кордоні Гетьманщини. Успішні дії козаків в цьому регіоні не дозволили литовцям надати суттєву допомогу армії Яна II Казимира та сприяли перемозі Б. Хмельницького у воєнній кампанії 1649 року.

У серпні 1649 року через зраду татар Б. Хмельницький був змушений укласти з Річчю Посполитою Зборівський мир. До даного реєстру увійшов і Ніжинський полк на чолі з ніжинським полковником Прокопієм Шумейком. Дотепер не можливо визначити точну кількість козаків, що були записані в реєстр по Ніжинському полку. За даними батька української історії М. Грушевського, в реєстрі 1649 року в полку 
|  | Сотень усіх записано 11, але дві останні з’єднані разом, так що в дійсності їх 10. З того 6 ніжинських, без усяких близьких прізвищ, і ще й сьома мабуть теж ніжинська, названа від імені свого сотника Г. Кобилецького. Поза тим сотня Дівоцька, Березовська, і сполучені разом сотні Носівська й Кобизька. П’ять сотень мають кругло по 100, інші трохи менше (95-99), Носівсько-Кобизьчанська разом 99… Се найменший з полків: всього в нім вписано 991 душ. |

«Літопис Гадяцького полковника Григорія Граб'янки» зазначає про 983 козаків, а «Історія Русів» — про 1200 чоловік.
На початку 1651 року король Речі Посполитої Ян II Казимир порушив умови Зборівського миру, вторгшись на територію Гетьманщини. Назустріч йому вирушила козацька армія на чолі з Б. Хмельницьким. У той час, поки гетьман протистояв полякам під Берестечком і Білою Церквою, лівобережні Чернігівський і Ніжинський полки на чолі з Чернігівським полковником Мартином Небабою захищали північний кордон Гетьманщини від литовських військ Януша Радзивілла.

Наступні події детально висвітлені в Літописі Самовидця. Військо М. Небаби, залишивши сторожу біля переправи через Дніпро, отаборилося під Ріпками. А коли військо Я. Радзивілла почало переправу, козацька сторожа дала про це знати полковнику. 
|  | Старшій козацькій Небаба, полковник чернігівській, порвавшись несправне, скочил противно тому войску справному, которого зараз тое військо литовское зломило, и много козаков порубали, и того самого Небабу, там же стято. |

Михайло Грушевський з приводу цієї битви писав: 
|  | Небаба попав у таку сутичку, що з неї не вийшов. Виправдав своє прізвище: бився власноруч, затятий в праву руку, боронився лівою і не піддавшись живим, зарубаний був на місці. |

Після бою козацький похідний табір, харчі та зброя були захоплені вояками Я. Радзивілла.
У 1651 році за умовами Білоцерківського миру Ніжинський полк було ліквідовано.
У січні-лютому 1652 року на землі відродженого Чернігівського воєводства вступило 16 тис. польсько-шляхетське військо. Так, брат коронного гетьмана Речі Посполитої Мартина Калиновського Самуїл розквартирувався у м. Ніжині на зиму, а «войска которіє міл при себі немаліе, росправил по розних городах по Задніпров'ю і по Задесенню».
Скориставшись ліквідацією Ніжинського полку, польський урядовець Адам Кисіль послав до своїх земель на Ніжинщині управителя пана Лугу. Це викликало нову хвилю невдоволення і під час сутички в Кобижчах пана Лугу було вбито. Ніжинський полковник Л. Сухиня покарав причетних до вбивства, але невдоволені цим козаки звернулися до чернігівського полковника Степана Пободайла, аби він виступив перед гетьманом їх заступником. С. Пободайло погодився і поїхав до Б. Хмельницького. Цей візит полковника до гетьмана призвів до того, що Б. Хмельницький, детально вивчивши ситуацію, стратив низку причетних до протиправних діянь осіб. Цілком можливо, що до їх числа потрапив і Л. Сухиня, адже після цих подій його ім'я більше не згадується, а новим ніжинським полковником було призначено Івана Золотаренка.
Наступного 1653 року козаки Переяславського, Чернігівського та Ніжинського полків на чолі з ніжинським полковником І. Золотаренком знову протистояли литовським військам на північному кордоні Гетьманщини. На допомогу І. Золотаренку гетьман направив і деякі татарські загони. Великих боїв не відбулося і війна 1653 року на Ніжинщині відзначилась лише незначними сутичками, після яких литовські війська відступили на попередні позиції.
Наступні значні військові дії за участі козаків Ніжинського полку розпочались у травні 1654 року, коли Московія, згідно з умовами Переяславської ради, оголосила війну Речі Посполитій і вторглась на територію Білорусі. На допомогу росіянам гетьман відправив Чернігівський, Ніжинський та Переяславський полки на чолі з ніжинським полковником І. Золотаренком, який отримав посаду наказного гетьмана. Загальна кількість козацького війська становила 20 тис. осіб. До того ж, гетьман Б. Хмельницький, за даними Григорія Граб'янки, дозволив іти в похід усім, хто забажає. Сучасний ніжинський краєзнавець Олександр Уривалкін подає відомості про складові частини війська І. Золотаренка: Ніжинський полк Г. Кобилецького, полк Тимофія Золотаренка, Чернігівський полк Пободайла, Стародубський полк Пашка, Борзнянський полк Забіли і С. Курбацького, полк Ю. Коробки, Менська сотня П. Семенова… та загін В. Золотаренка, що діяв безпосередньо разом із військами Олексія Михайловича в районі Смоленська.

Білоруський похід українсько-російського війська був досить успішним. Протягом 1654—1655 років козаки І. Золотаренка здобули ряд перемог над польсько-литовськими військами та зайняли низку білоруських міст, зокрема, Новий Бихів, Гомель, Печерськ, Чауси та інші. В цей же час козаки В. Золотаренка спільно з військами московського царя здобули Смоленськ. У червні 1655 року загони І. Золотаренка переправилися через річку Березину, розгромили литовське військо під Мінськом та зайняли м. Свіслоч. Велике князівство Литовське опинилося на межі нищівного розгрому, особливо після поразки Я. Радзивілла 24 серпня 1654 року в районі річки Друти, на захід від м. Шклова. Поразка було настільки разючою, що як писав Самійло Величко: 
|  | … розбили з усім військом ущент. Врятувалися лише ті, хто тікав, як пилявські утікачі, навіть сам гетьман Радивил ледве не загинув, позбувся-бо двох коней і з малою часткою недобитого війська ускробав до Литви, (на яку тоді) впала … від наступу московських та козацьких військ велика біда і розор. |

 Таким чином, союзник Польщі Литва на 1655 рік була остаточно розгромлена, а територія Білорусі відокремлена від Речі Посполитої і приєднана з допомогою козаків до Московського царства.

### Ніжинський полк та гетьман І. Мазепа
У 1687 році було здійснено державний переворот, в ході якого взяла участь і старшина Ніжинського полку. На чолі Гетьманщини було поставлено Івана Мазепу, що у свою чергу лише поглибило внутрішні конфлікти між козаками.

Відразу ж після обрання у 1687 році, гетьман І. Мазепа підписує з російським урядом Коломацькі статті, що визначили місце та статус Лівобережної України в складі Московської держави. Так, друга стаття договору, поданого в Літописі Самійла Величка, безпосередньо стосується м. Ніжина і носить назву «Про воєвод і залоги в Києві, Переяславі, Чернігові, Ніжині, Острі…» Саме в цих містах повинні були перебувати російські воєводи, на яких покладались попередньо визначені в українсько-російських договорах функції та повноваження. Проте, московський уряд наказував: 
|  | … в права та вольності козацькі і в суди, в будь-які справи воєводам не втручатися…А коли б хто з жителів тих городів і міст… почне бити чолом великим государям на образи від ратних людей… то за указом великого государя… воєводи повинні судити ти х ратних людей. |

Початковий період правління нового гетьмана відзначився і майже докорінною зміною осіб, які займали полково-сотенні посади в козацьких полках Лівобережної України. За підрахунками С. Павленка, протягом 1687—1693 років кадровий потенціал Гетьманщини оновився майже на 70 % [10, С.26]. Зачепили ці зміни і Ніжинський полк на чолі із Степаном Забілою. До сотенних містечок полку були направлені наступні представники козацької старшини: у Нові Млини — Григорій Самойлович, у Веркіївку — Самійло Афанасієв, у Шептаки — Карпо Маньківський та інші.
У 1689 році Гетьманщина була залучена до підготовки другого кримського походу. 24 квітня 1689 року 112 тисяч російських стрільців і 50 тис. українських козаків (в тому числі і Ніжинський полк С. Забіли) під командуванням Василя Голіцина й І. Мазепи знову рушили походом на Кримське ханство.
10 серпня 1689 року до Москви прибуло велике українське посольство І. Мазепи. Достеменно відомо, що серед супроводжуючих гетьмана українських урядовців, був і ніжинський полковник С. Забіла. Після початку 1694 року його ім'я більше не згадується в історичній літературі. О. Уривалкін в своїх роботах повідомляє про наказного ніжинського полковника Матвія Шендюха (грудень 1694 року — липень 1695 року) — також обозний полковий ніжинський на чолі якого Ніжинський полк брав участь в черговому поході на Крим. Під час походу козаки завдають нищівного удару буджацькій орді, захоплюють фортецю Гінкушли та звільняють низку полонених. Серед захоплених трофеїв істориками згадуються і 10 гармат.
Посилаючись на дані О. Уривалкіна, зрозуміло хто саме очолив полк після смерті (чи зникнення ?) С. Забіли. Проте, надалі перелік ніжинських полковників переривається. Наступним відомим нам ніжинським полковником є небіж І. Мазепи Іван Обидовський, який загинув будучи на цій посаді на початку 1701 року Натомість відкритим залишається питання: «Коли саме І. Обидовський посів ніжинське полковництво?» Довідник «Чернігівщина — земля козацька» (К., 1999 р.) стверджує, що І. Мазепа призначив свого небожа на цю посаду у 1695 році Ніжинські краєзнавці, автори збірника «Ніжин: із глибини віків…» (Ніжин, 2008 р.), називають 1696 рік, а відомий дослідник доби І. Мазепи С. Павленко — говорить про 1698 рік. Отже, коли саме І. Обидовський посів посаду ніжинського полковника не відомо. Проте, однозначно можна стверджувати, що призначення небожа гетьмана на цю посаду, було бажанням І. Мазепи мати на чолі Ніжинського полку довірену особу. Крім того, можна припустити, що навіть якщо, згідно з С. Павленком, І. Обидовський очолив ніжинське полковництво лише у 1698 році, то у 1695—1698 роках він міг посідати посаду наказного полковника; або ж ця посада була вакантною і береглася для небожа гетьмана в майбутньому, тобто на 1698 рік. До речі, схожа ситуація простежувалась в Ніжині і у 1701—1708 роках, коли після загибелі І. Обидовського, І. Мазепа призначив Л. Журахівського наказним ніжинським полковником, тим самим тримаючи посаду для свого іншого племінника Андрія Войнаровського.

### Ніжинський полк (1700—1709)
Восени 1700 року за наказом Петра I гетьман І. Мазепа посилає корпус козаків у Прибалтику на допомогу московській армії, яка вступила у війну зі Шведським королівством. Наказним гетьманом козацьких військ Полтавського, Київського та Ніжинського полків був призначений ніжинський полковник Іван Обидовський. «Мазепа, доручаючи племіннику велике козацьке з'єднання, явно сприяв його загартуванню, змужнінню, набуттю досвіду в нелегких умовах війни. Та полки у складі 7290 вояків прибули до Нарви запізно». 19 листопада росіяни зазнали розгромної поразки від шведської армії на чолі з Карлом XII.
Поява в Прибалтиці корпусу І. Обидовського, несподівані рейди українських козаків у глиб території шведів примусили Карла XII розмістити війська в прикордонних фортецях та постійно жити в напруженому очікуванні нападу. Після довгих нарад шведське командування вирішило провести каральну експедицію проти козацьких військ з України. Проте, 4-тисячний корпус генерала Кліпслера, підійшовши до Гдова, не наважився штурмувати місто, оскільки захисників у ньому було багато.
За даними В. Борисенка, з ініціативи Петра I генерал Паткуль ввів у козацькому загоні Данила Апостола прусські порядки і навіть запровадив муштру. Винних, у тому числі і старшин, за наказом генерала нещадно били шпіцрутенами, а сотника Родзянку Паткуль навіть був готовий стратити. Це обурило козаків і вони почали вимагати повернення додому. Проте, коли це було їм дозволено союзні шведам саксонські війська оточили козацький табір і відібрали всіх коней. Дорогою до Кракова на козаків напали шведські війська та загони їхніх прибічників — поляків і майже всіх перебили. Врятувалися лише полковник, два сотника та 80 козаків Ніжинського та Прилуцького полків, яким пощастило пробратися на Правобережжя. Звістка про поневіряння козаків Апостола швидко поширилась по Україні й викликала обурення старшини політикою російського командування щодо українського війська.
Через невдачі у війні зі шведами загострилися і відносини між Мазепою і Січчю. Так, у червні 1705 року гетьман направив думному дякові Омеляну Українцеву кілька сотень Ніжинського полку з наказом «приборкати тих псів запорозьців». Ніжинці прибули на Запоріжжя, але доля вберегла їх від пролиття братерської крові. Справа в тому, що Петро І вирішив не злити за таких важких умов запорожців і наказав виплатити їм жалування. Після цього Ніжинський полк благополучно повернувся додому.
У вересні 1708 року Карл XII зі Смоленщини повів армію не на Москву, як вважало російське командування і сподівався Мазепа, а на Україну. Проте вже початок походу шведів був невдалим. Біля Стародуба російські війська разом з Ніжинським і Переяславським полками дали відсіч частинам Лагеркрона, які прагнули взяти місто.
Перехід І. Мазепи на бік шведів застав Петра І в с. Погребках неподалік Новгорода-Сіверського. Ця новина викликала у нього справжній шок, який швидко змінився люттю і бажанням негайно помститися І. Мазепі за зраду. Відразу ж розпочався широкомасштабний терор проти прихильників Мазепи та заміна їх «вірними людьми». Найпершим, хто відчув гнів і немилість царя, були жителі та гарнізон гетьманської столиці — Батурин, які були жорстоко вбиті вояками Олександра Меншикова. 5 січня 1709 року Петро І наказує канцлеру графу Г. Головіну відправити грамоту гетьману Скоропадському з наказом прибути в Ніжин і, розташувавши там свою ставку, «зібрати малоросійські війська і чинити спільно з великоросійськими військами… пошук ворогів».
Ставка гетьмана розташовувалася в Ніжині з січня по березень 1709 року. Саме звідси козаки нападали на шведську армію. Ніжинський полк, залишившись вірним Петру і став опорою царя й щитом перед військом Карла XII. Зокрема, в Ніжинській фортеці утримувалися схоплені прибічники Мазепи із старшини та шляхти, сюди ж Головін відправив схоплену в дорозі дружину гетьманського керуючого О. Бистрицьку, родичку Мазепи.

### Ніжинський полк уросійсько-турецькій війні (1768—1774)
У 1768 році почалася нова російсько-турецька війна. В район Причорномор'я пішли російські армії під командуванням О. Голіцина та Петра Рум'янцева. Не обійшлось і без козаків. У складі 2-ї армії перебувало й 6 тис. козаків Чернігівського та Ніжинського полків під командуванням П. Милорадовича, П. Розумовського і Олександра Безбородька. Вони вели бої під Хотином і перемогли.
1770 року Ніжинський полк брав участь у поході по Бессарабії й здобував турецькі фортеці Бендери, Аккерман (Бєлгород-Татарський), Татар-Бунар. Командував полком племінник О. Розумовського — Петро Розумовський, призначений на цей пост 1753 року. (Помер у 1771 році і був похований у Ніжинській Хрестовоздвиженській церкві на Магерках). 1771 року 2-га армія, під командуванням Василя Долгорукова, рушила в похід на Крим і завоювала його з усіма кримськими містами. У 1773—1774 роках, успішно діючи в Болгарії, 1-ша армія, а в ній — корпус О. Суворова, перейшовши Балкани, пішла на Константинополь. Турецький уряд капітулював. Росія здобула Азов, Керч, Кінбурн і вихід у Чорне море; дістала змогу будувати тут свій флот. Російські кораблі одержали право проходу через протоки. Україна ж нарешті була врятована від татарських набігів.

### Полк під час адміністративної реформи, наполеонівської війни
У 1782 році, у зв'язку з реорганізацією адміністративного устрою, Ніжин перестає бути полковим містом і стає повітовим центром Чернігівського намісництва. У 1785 році, з ніжинських козаків, створюється Ніжинський карабінерський полк, потім він реформується у драгунський, і 17 грудня 1812 року перетворюється у кінно-єгерський полк. Під час російсько-французької війни 1812 року, він у складі 1 кавалерійського корпусу генерал-лейтенанта Ф. П. Уварова вів боротьбу під Островно, Вітебськом, Бородіно. Ніжинському кінно-єгерському полку за мужність і героїзм поставлено пам'ятник на Бородінському полі.

## Населені пункти полку та їх власники: порівняльний аналіз
| Доба Хмельниччини                              | 1648—1657                                             | Гетьманування Івана Мазепи                                       | 1687—1709                                            |
| ---------------------------------------------- | ----------------------------------------------------- | ---------------------------------------------------------------- | ---------------------------------------------------- |
| Назва містечка чи села                         | Власник населеного пункту                             | Назва містечка чи села                                           | Власник населеного пункту                            |
| с. Колесники                                   | Вдова шляхтича Петровського                           | с. Дрімайлівка (42 двори)                                        | Генеральний писар Пилип Орлик                        |
| с. Хибалівка                                   | Ніжинський писар Пилип                                | с. Роски                                                         | Прилуцький полковник Дмитро Горленко                 |
| с. Черняхівка                                  | Військовий писар Максимович                           | с. Вечурки (32 двори)                                            | ? Горленко                                           |
| Села Сварків, Божок                            | Глухівський козак Пилип                               | с. Клишки (надане у 1689 році І. Мазепою)                        | Ніжинський полковник Степан Забіла (1687—1694)       |
| с. Липів Ріг, містечка Батурин, Борзна, Глухів | Ніжинський полковник Іван Золотаренко (1652—1655)     | села Липів Ріг, Безуглівка (пожалувані у 1708 році Петром І)     | Ніжинський полковник Лук'ян Журахівський (1701—1718) |
| містечка Нові Млини, Мена                      | Ніжинський полковник Василь Золотаренко (1655—1656)   | села Кролевецької, Коропської, Бахмацької та Батуринської сотень | Гетьман Іван Мазепа (1687—1709)                      |
| с. Переяслівка                                 | Ніжинський полковник Григорій Гуляницький (1656—1659) | с. Смоляж                                                        | Веркіївський сотник Самійло Зимницький               |

## Полковники
- Шумейко Прокіп (1648—1651).
- Володковський Авакум — наказний полковник у 1649 році.
- Логвиненко Василь — наказний полковник у 1650 році.
- Сухиня Лук'ян (1651—1652).
- Іван Золотаренко (1653—1655).
- Носенко Іван Єфремович — наказний полковник у 1654 році.
- Роман Каторжний — наказний полковник у 1654 році.
- Василь Золотаренко (1655—1656)
- Кобилецький Григорій — наказний полковник у 1655 й 1656 роках.
- Григорій Гуляницький (1656—1659).
- Креховецький Іван Томашевич — наказний полковник у 1656 році.
- Гороховський Іван — наказний полковник у 1657 році.
- Гуляницький Іван — наказний полковник у 1657 році.
- Солонина Богдан — наказний полковник у 1657—1658 році.
- Кобилецький Григорій — наказний полковник у 1658 році.
- Василь Золотаренко (1659—1663).
- Юрій Немирич — наказний полковник у 1659 році.
- Петро Рославець — наказний полковник у 1660 році.
- Завадський Федір — наказний полковник у 1660 році.
- Роман Ракушка-Романовський — наказний полковник у 1660 році.
- Завадський Федір — наказний полковник у 1662 році.
- Бут Левко — наказний полковник у 1662 році.
- Ричанський Петро — наказний полковник у 1663 й 1665 роках.
- Матвій Гвинтовка (1663—1667).
- Кобилецький, Григорій — наказний полковник у 1665 році.
- Роман Ракушка-Романовський — наказний полковник у 1665 році.
- Мартинович Артем (1667—1668).
- Шендюх Матвій Юрійович — наказний полковник у 1668 році.
- Золотаренок Євстафій Васильович — наказний полковник у 1666 й 1670 роках.
- Уманець Пилип Іванович (1669—1674).
- Шендюх Матвій Михайлович — наказний полковник у 1671 році.
- Ігуменський Василь — наказний полковник у 1672 році.
- Бут Левко — наказний полковник у 1674 році.
- Барсук Марко Іванович (1674—1677).
- Яків Жураківський (1678—1685).
- Ігуменський Василь — наказний полковник у 1678 році.
- Непрах Ярема Андрійович (1686—1687).
- Степан Забіла (1687—1694).
- Довгелевський Микита — наказний полковник у 1691 році.
- Шендюх Матвій Юрійович — наказний полковник у 1691 році.
- Кандиба Федір Андрійович — наказний полковник у 1693 році.
- Обидовський Іван Павлович (1695—1701).
- Тарасевич Авакум Тарасович — наказний полковник у 1697 році.
- Лук'ян Жураківський (1701—1718).
- Толстой Петро Петрович (1719—1727).
- Костенецький Григорій — наказний полковник у 1721 році.
- Шрамченко Леонтій — наказний полковник у 1732 році.
- Хрущов Іван Семенович (1727—1742).
- Тарасевич Євстафій Йосифович — наказний полковник у 1736 році.
- Ракушка-Романовський Григорій Романович — наказний полковник у 1727 році.
- Кужчич Іван Ананійович — наказний полковник у 1736 році.
- Величковський Іван — наказний полковник у 1736 році.
- Божич Іван Пантелеймонович (1742—1746).
- Кочубей Семен Васильович (1746—1751).
- Разумовський Петро Іванович (1753—1771).
- Безбородько Олександр Андрійович — наказний полковник у 1768—1773 роках.
- Жураківський Андрій Якович (1772—1782).
- Любовицький Степан Станіславович (03.12.1796 — 28.10.1797).